# 贺雄雷
贺雄雷，中国湖南攸县人，中山大学生命科学学院教授，研究领域为进化遗传学与基因组学。贺雄雷先后毕业于中山大学、密歇根大学，2007年以来在中山大学任教，曾入选中国教育部长江学者特聘教授。